# Trolejbus

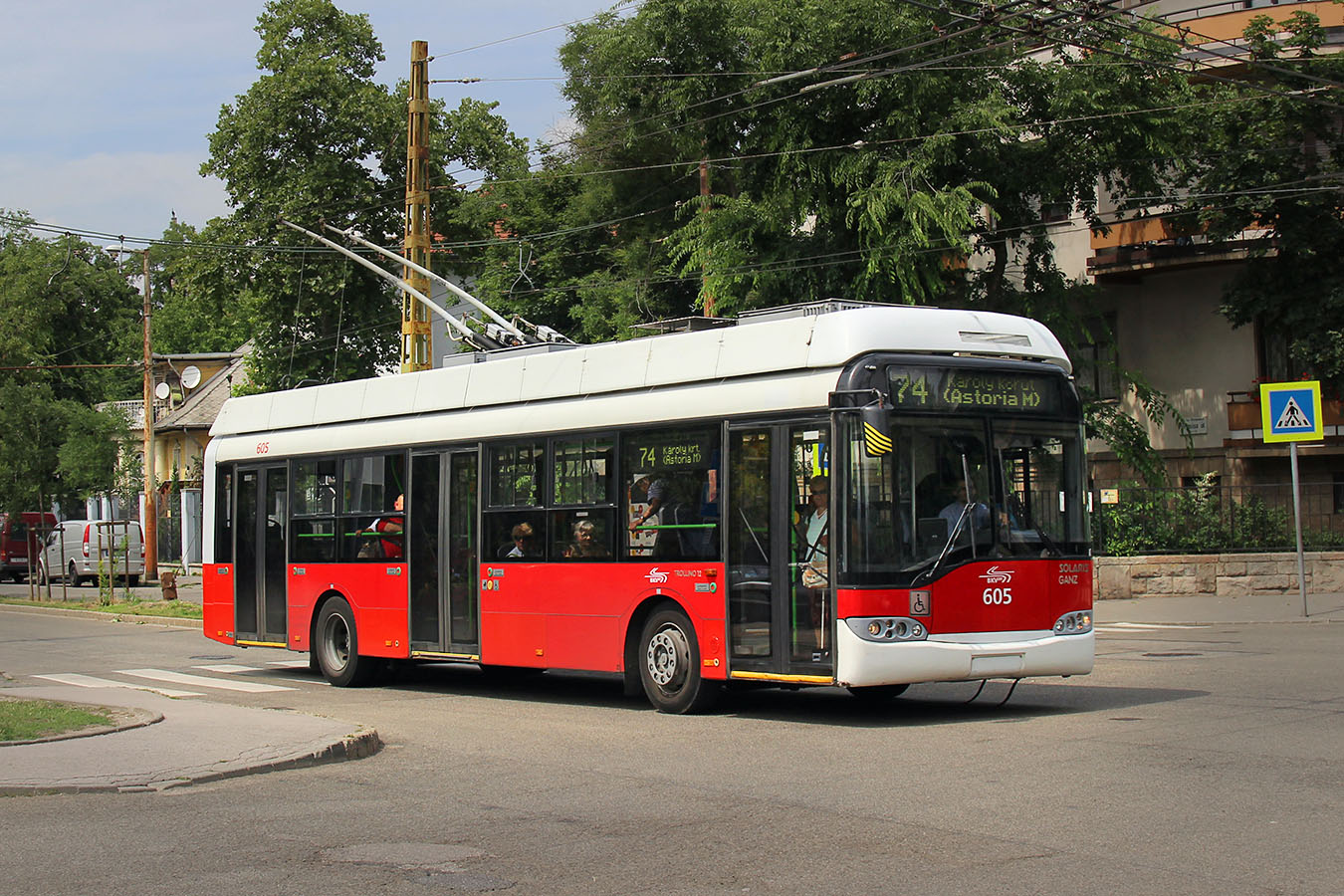
Trolejbus Solaris Trollino 12 w Budapeszcie

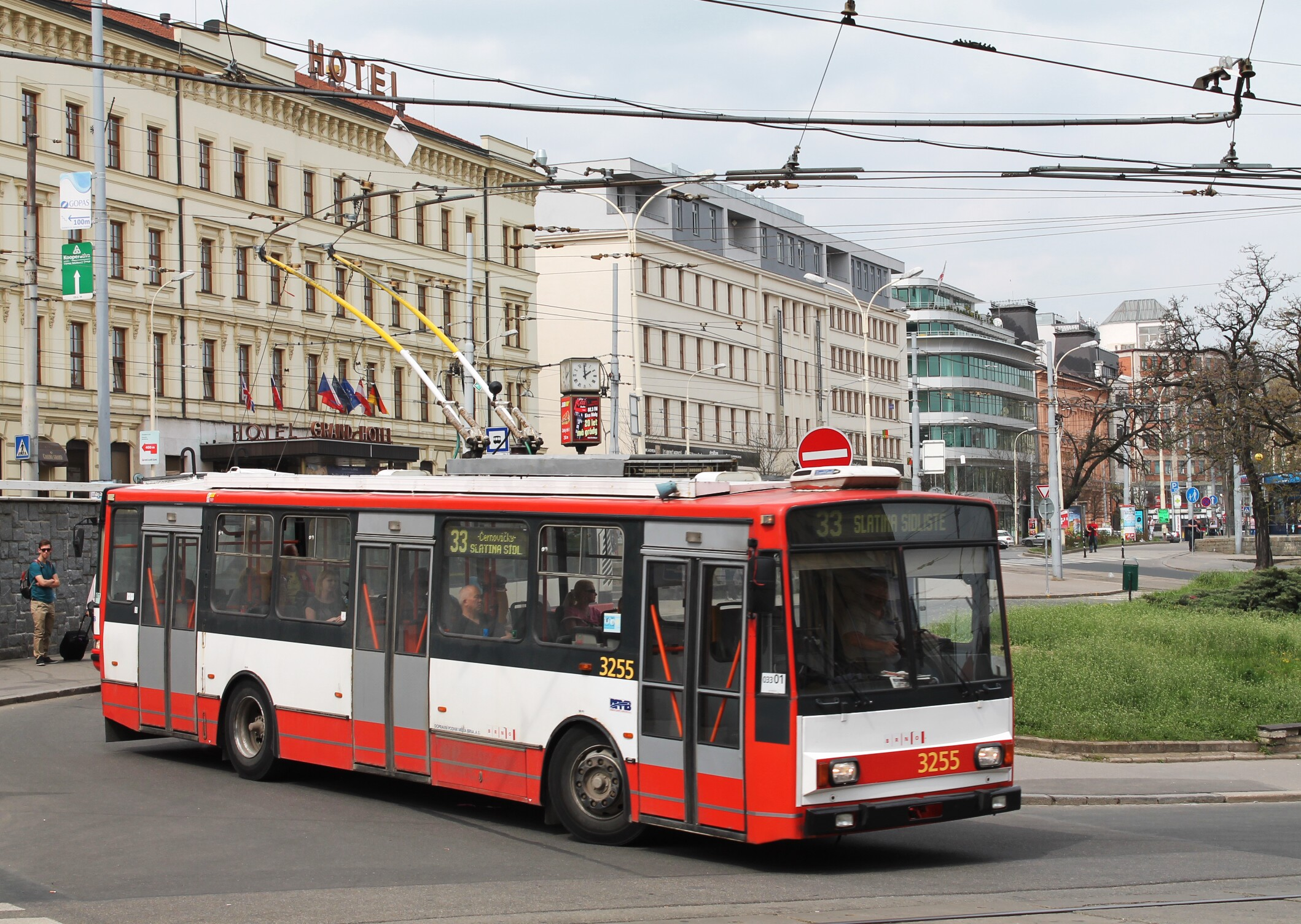
Trolejbus Škoda 14TrR w Brnie

Trolejbus – drogowy pojazd silnikowy (zazwyczaj pasażerski, niekiedy towarowy) z napędem elektrycznym, pobierający prąd elektryczny z zewnętrznego źródła zasilania (podstacji trakcyjnych) przez dwuprzewodową sieć trakcyjną za pośrednictwem pałąkowego odbieraka prądu. W odróżnieniu od tramwajów trolejbusy mają możliwość ominięcia przeszkody w ruchu drogowym.
Oprócz trolejbusów konwencjonalnych wyróżnia się także trolejbusy mające możliwość kursowania na odcinkach pozbawionych sieci trakcyjnej, wyposażone w pomocnicze źródło energii, takie jak akumulatory, superkondensatory, czy generator spalinowy. Trolejbus z dwoma silnikami trakcyjnymi na pokładzie: elektrycznym i spalinowym, zasilany oddzielnie i posiadający niezależny napęd osi, nazywany jest duobusem.
Pierwsze trolejbusy zaczęły kursować na początku XX wieku. Według stanu z początku 2020 roku na świecie funkcjonowało 275 systemów trolejbusowych w 47 państwach. Są one położone głównie w Europie Południowej, państwach powstałych po rozpadzie Związku Radzieckiego, w Chinach, Korei Północnej i w Szwajcarii. Ponad 500 systemów uległo likwidacji. Były to głównie systemy zlokalizowane w Europie Zachodniej i Ameryce Północnej, których szczyt rozwoju przypadał na lata 50. i 60. XX wieku.
Najdłuższa na świecie trasa trolejbusowa łączy Symferopol i Jałtę na Półwyspie Krymskim i ma długość 86 km.
Do 2015 r. największy system trolejbusowy na świecie funkcjonował w Moskwie, a od 2015 r. miano to noszą trolejbusy w Mińsku (w 2018 r. 62 linie, długość sieci: 492,12 km, liczba trolejbusów: 836).

## Trolejbus w ujęciu prawnym

### Polska
W polskim prawie definicję trolejbusu zawarto w Ustawie z dnia 20 czerwca 1997 r. Prawo o ruchu drogowym.

Trolejbus – autobus przystosowany do zasilania energią elektryczną z sieci trakcyjnej

Prawo o ruchu drogowym klasyfikuje zatem trolejbus jako odmianę autobusu. Kolejny akt prawny, Rozporządzenie Ministra Infrastruktury z dnia 2 marca 2011 r. w sprawie warunków technicznych tramwajów i trolejbusów oraz zakresu ich niezbędnego wyposażenia (Dz.U. 2011 nr 65 poz. 344), określa warunki, jakie powinien spełniać trolejbus eksploatowany w Polsce. Wymieniono w nim wymagania dotyczące wyposażenia elektrycznego trolejbusu (napięcie zasilania, obwody główne i pomocnicze, układy jazdy autonomicznej, odbieraki prądu) i układu hamulcowego. Zgodnie z rozporządzeniem każdy trolejbus musi być wyposażony w następujące rodzaje hamulców: elektrodynamiczny, mechaniczny, awaryjny i postojowy.

### Niemcy
W Niemczech trolejbusy podlegają przepisom następujących aktów prawnych: Straßenverkehrsgesetz (pol. Ustawa o ruchu drogowym), Fahrzeug-Zulassungsverordnung (pol. Rozporządzenie w sprawie rejestracji pojazdów) oraz Straßenverkehrs-Ordnung (pol. Prawo o ruchu drogowym). Oprócz tego trolejbusy obowiązują także: Verordnung über den Betrieb von Kraftfahrunternehmen im Personenverkehr (pol. Rozporządzenie w sprawie działalności przedsiębiorstw samochodowych w transporcie osób), Personenbeförderungsgesetz (pol. Ustawa o przewozie osób) i Verordnung über die Allgemeinen Beförderungsbedingungen für den Straßenbahn- und Obusverkehr sowie den Linienverkehr mit Kraftfahrzeugen (pol. Rozporządzenie w sprawie ogólnych warunków przewozu w ruchu tramwajowym i trolejbusowym oraz w ruchu regularnym pojazdami mechanicznymi). W Straßenverkehrsgesetz trolejbus zdefiniowano w sposób następujący:

Obusse im Sinne dieses Gesetzes sind elektrisch angetriebene, nicht an Schienen gebundene Straßenfahrzeuge, die ihre Antriebsenergie einer Fahrleitung entnehmen.
(Trolejbusy w rozumieniu tej ustawy to pojazdy drogowe o napędzie elektrycznym, niepodłączone do szyn, które pobierają energię z sieci trakcyjnej.)

## Historia

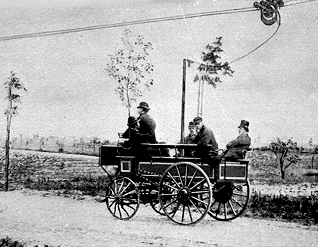
Elektromote – protoplasta współczesnego trolejbusu, 1882

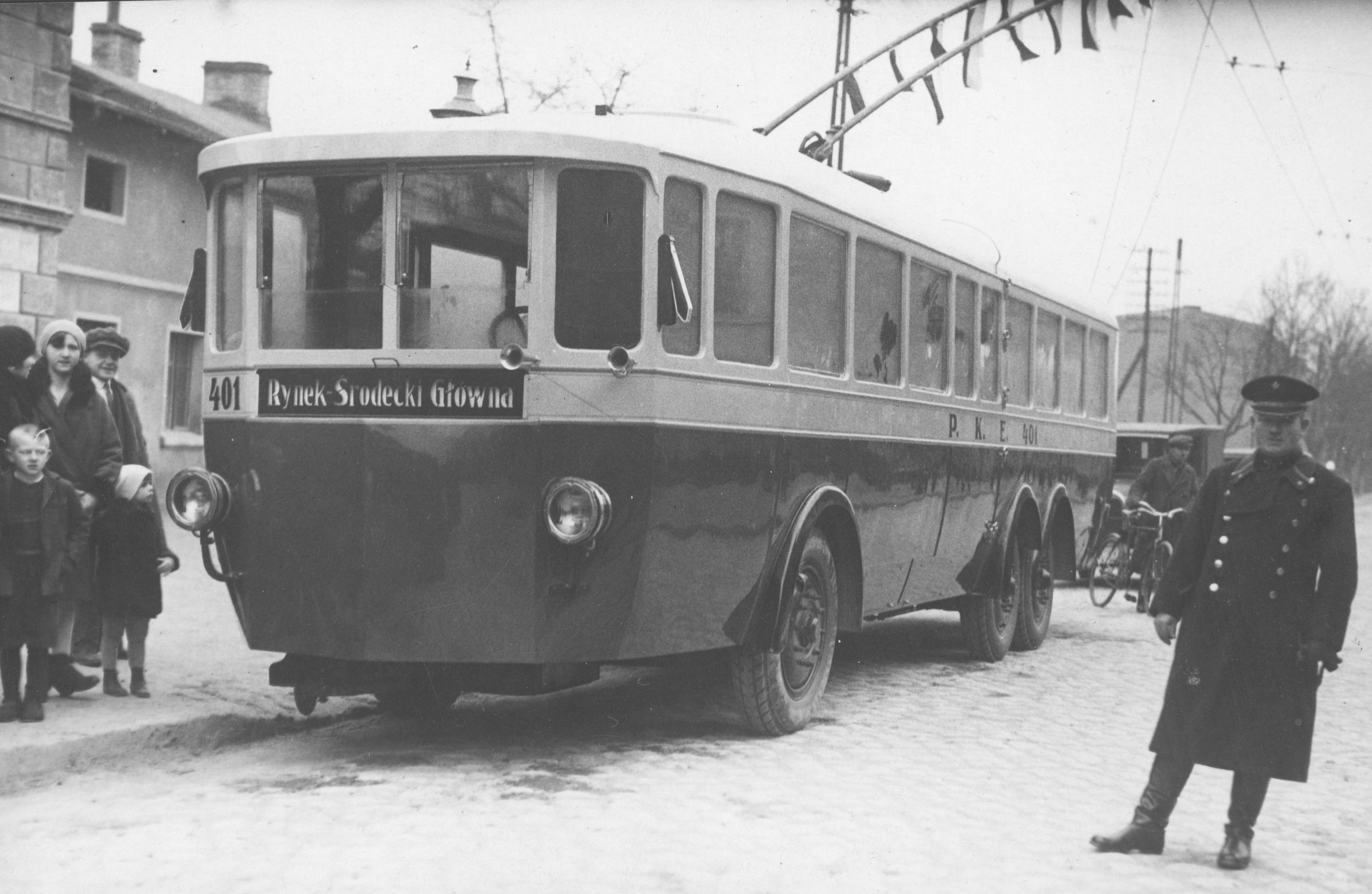
Uroczyste uruchomienie linii trolejbusowej w Poznaniu, 1930

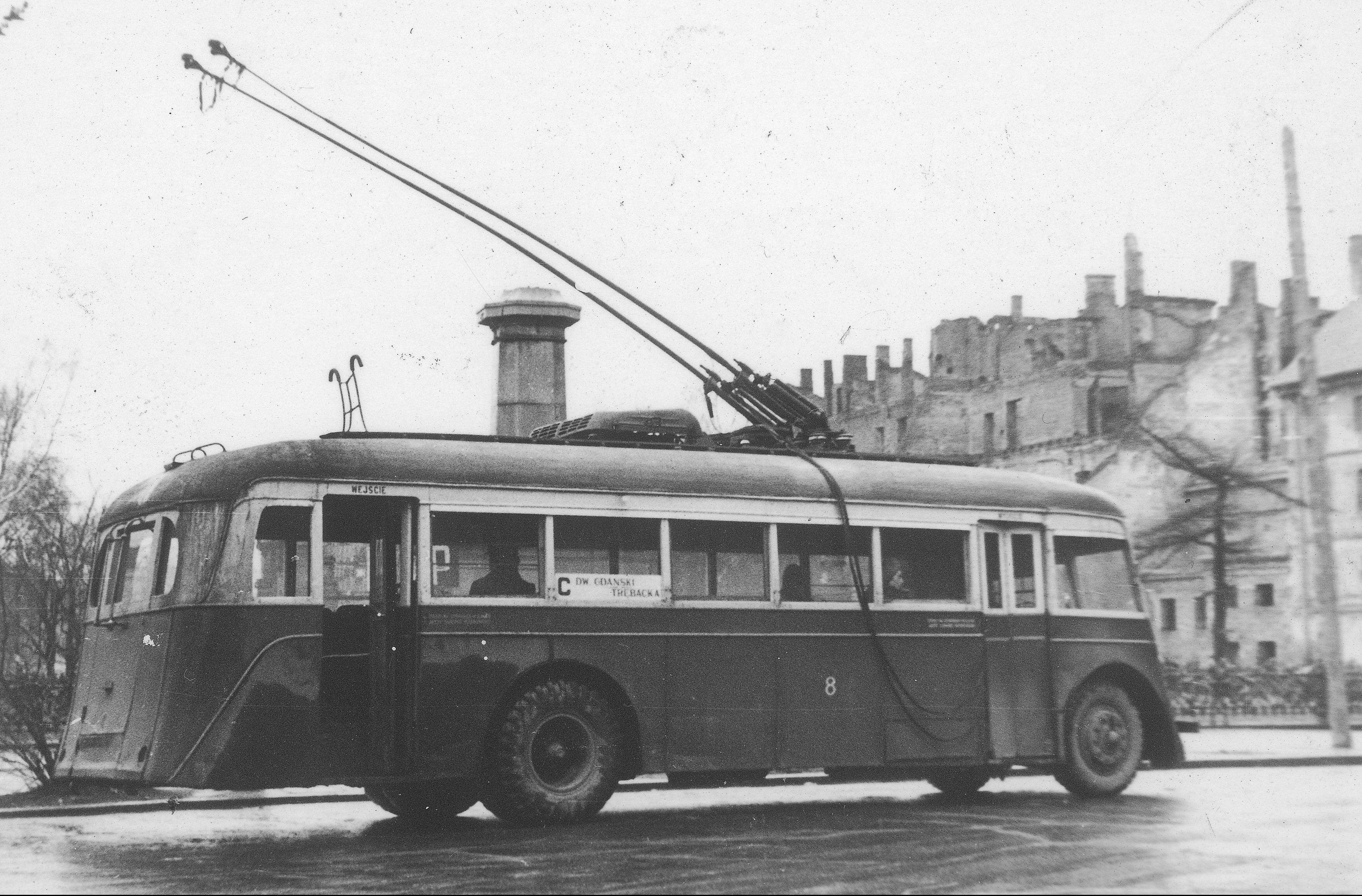
Trolejbus JaTB-2 na Krakowskim Przedmieściu w Warszawie, 1948

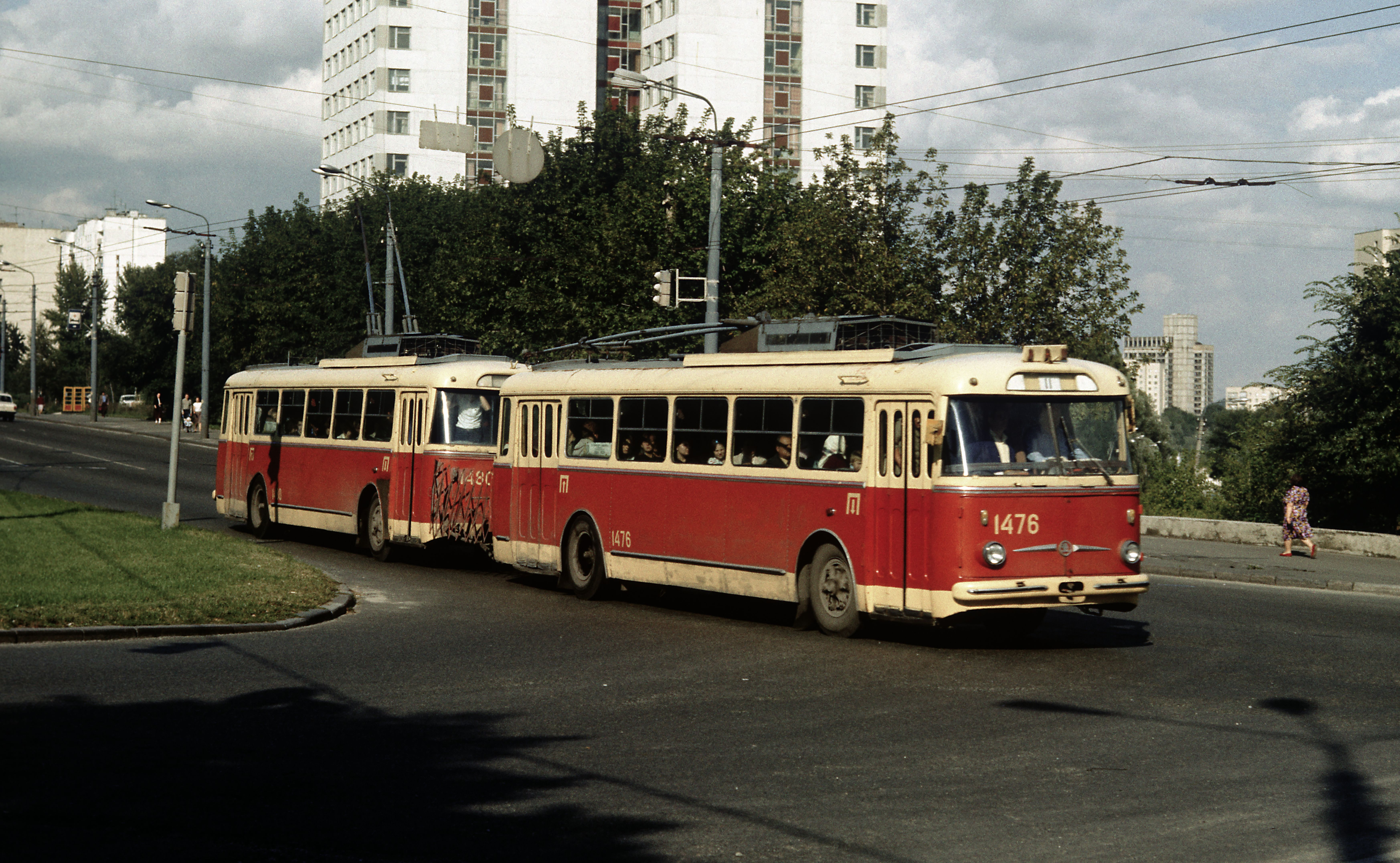
Trolejbusy Škoda 9Tr w trakcji ukrotnionej w Kijowie, 1986

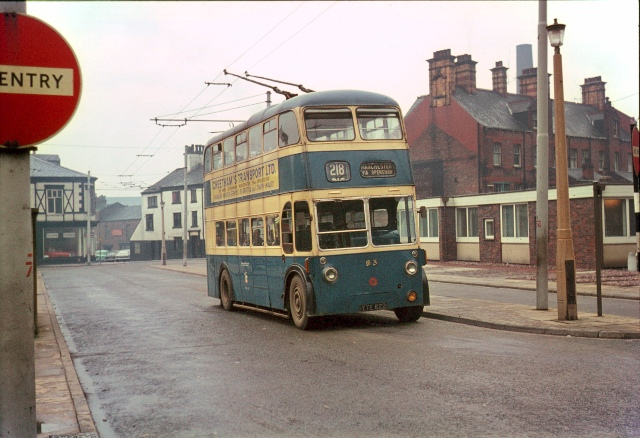
Trolejbus piętrowy w Ashton-under-Lyne, 1968

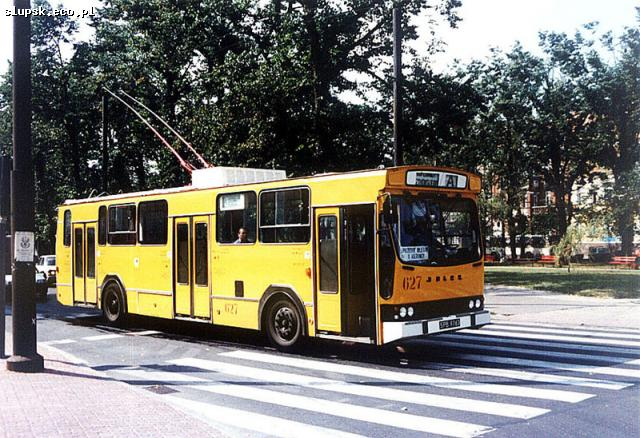
Trolejbusy w Słupsku uruchomiono w 1985, a zlikwidowano w 1999

Pierwszy trolejbus został stworzony w Cesarstwie Niemieckim przez inżyniera Wernera von Siemensa, prawdopodobnie pod wpływem pomysłu jego brata, mieszkającego w Anglii dr. Wilhelma Siemensa. Wilhelm Siemens przedstawił publicznie swój pomysł dotyczący skonstruowania trolejbusu 18 maja 1881 na 22. posiedzeniu Królewskiego Towarzystwa Naukowego. Wynalazek nazwano Elektromote. Pobór energii elektrycznej odbywał się za pomocą ośmiokołowego wózka toczącego się po dwóch równoległych przewodach zasilanych napięciem 500 V prądu stałego. Przewody znajdowały się wystarczająco blisko siebie, a przy silnym wietrze często stykały się z sobą, co prowadziło do zwarć. Eksperymentalna linia trolejbusowa o długości około 540 metrów (591 jardów), uruchomiona przez przedsiębiorstwo Siemens & Halske na przedmieściach Berlina w Halensee, funkcjonowała od 29 kwietnia do 13 czerwca 1882
W tym samym roku w Stanach Zjednoczonych Belg Charles Van Depulet opatentował ślizgacz w postaci krążka. Bardziej niezawodny ślizgacz został wynaleziony i wprowadzony do tramwajów przez Franka Sprague'a w 1888, ale wynalazek Sprague'a po raz pierwszy w trolejbusie zamontował dopiero w 1909 Max Schiemann, a jego system po licznych ulepszeniach przetrwał do dziś.
Pierwszym systemem trolejbusowym na ziemiach obecnej Polski były trolejbusy we Wrocławiu, uruchomione 1 lipca 1912 pod nazwą Gleislose Lloyd-Bahn Brockau (Kolej Bezszynowa Brochów). System składał się z jednej linii łączącej Wilczy Kąt (dawniej Wolfswinkel) z  Brochowem (Brockau). Z uwagi na problemy wynikające z nietypowej konstrukcji ślizgacza w odbieraku prądu i sieci trakcyjnej systemu Lloyd–Köhler trolejbusy zakończyły kursowanie w 1913 lub 1914 W Imperium Rosyjskim projekt pierwszej linii trolejbusowej, mającej połączyć Noworosyjsk z Suchumi, stworzył W.I. Szubierskij w latach 1904–1905. Ten plan jednak nie doczekał się realizacji, a pierwsza linia trolejbusowa powstała dopiero w 1933 w Moskwie.
Na przełomie lat 50. i 60. XX wieku zwiększające się potoki pasażerskie wymusiły wprowadzenie bardziej pojemnego taboru. Problem ten rozwiązano wprowadzając do ruchu trolejbusy piętrowe, trolejbusy z przyczepami, trolejbusy przegubowe lub składy złożone z dwóch trolejbusów. W ZSRR popyt na trolejbusy przegubowe przewyższał podaż, dlatego też powszechne stało się to ostatnie rozwiązanie. W Kijowie dnia 12 czerwca 1966 r. inżynier Władimir Wieklicz przedstawił pierwszy na świecie skład zestawiony z dwóch połączonych ze sobą trolejbusów. Trolejbusy w trakcji ukrotnionej eksploatowano następnie z powodzeniem w ponad 20 miastach byłego ZSRR. Wprowadzenie do ruchu w Kijowie 296 składów pozwoliło zwolnić ponad 800 kierowców, a na wielu trasach zwiększyć przepustowość do 12 tys. pasażerów na godzinę.
Szczyt rozwoju transportu trolejbusowego na świecie przypadł na czas międzywojenny, II wojnę światową i pierwsze lata po jej zakończeniu. Trolejbus był wówczas postrzegany jako tańsza alternatywa dla tramwaju. W 1930 w Poznaniu powstał pierwszy system trolejbusowy w niepodległej Polsce. Niedobór paliw płynnych w czasie wojny i tuż po wojnie dodatkowo przyczynił się do wzrostu zainteresowania trolejbusem. Po wybuchu II wojny światowej, 18 września 1943 okupant wprowadził trolejbusy w Gdyni, a oprócz tego podjął prace związane z uruchomieniem trolejbusów w Bydgoszczy. Po zakończeniu działań wojennych, w oparciu o używane trolejbusy JaTB-2 z ZSRR, uruchomiono systemy trolejbusowe w Warszawie (1946) i w Lublinie (1953), a także przywrócono funkcjonowanie systemów trolejbusowych na tzw. Ziemiach Odzyskanych (Legnica, Olsztyn, Wałbrzych).
W latach 60. XX wieku wskutek spadku cen ropy naftowej i rozwoju transportu samochodowego eksploatacja trolejbusów stała się nieopłacalna i rozpoczął się proces likwidacji systemów trolejbusowych. W tym czasie m.in. zlikwidowano wszystkie systemy w Wielkiej Brytanii, a w Polsce trolejbusy zniknęły z ulic Legnicy (1956), Poznania (1970), Olsztyna (1971) i Wałbrzycha (1973). Ograniczono także kursowanie trolejbusów w Gdyni i Lublinie. Z reguły trolejbus pozostawał w tych miastach, gdzie nie było możliwości zastąpienia go autobusami – głównie ze względu na trudne warunki terenowe lub niski koszt energii elektrycznej.
W 1973 wybuchła wojna Jom Kipur, zwana także wojną izraelsko-arabską. Jej konsekwencją było wprowadzenie przez OAPEC embarga na dostawy ropy naftowej do Stanów Zjednoczonych i Europy Zachodniej. Ceny ropy naftowej gwałtownie wzrosły, co wymusiło na przedsiębiorstwach komunikacyjnych konieczność poszukiwania innych rodzajów paliw mogących zasilać pojazdy transportu miejskiego. Nastąpił ponowny rozwój transportu trolejbusowego na świecie, w tym w Polsce. Podjęto prace zmierzające do uruchomienia trolejbusów w Warszawie, Słupsku, Tychach i Zakopanem. 30 września 1982 trolejbusy uruchomiono w Tychach, 1 czerwca 1983 w w Warszawie, 20 lipca 1985 w Słupsku, a 12 listopada 1988 w Dębicy.
Transformacja ustrojowa w Polsce oraz przeniesienie na samorządy obowiązku finansowania transportu miejskiego stały się przyczyną odejścia od rozwoju i utrzymania krajowych systemów trolejbusowych. W październiku 1990 trolejbusy, z powodu likwidacji kombinatu Igloopol, przestały jeździć w Dębicy. W sierpniu 1995 trolejbusy zniknęły z międzymiastowej linii Warszawa–Piaseczno (sieć zasilającą zdjęto w 2000). W latach 90. XX wieku likwidowano także stopniowo system trolejbusowy Słupska. W maju 1999 zamknięto dwie z trzech linii, a w październiku tego samego roku ostatnią. Trolejbusy pozostały tylko w trzech miastach: Gdyni, Lublinie i Tychach. Przed likwidacją spowodowaną względami ekonomicznymi nie uchroniły się także niektóre systemy w innych państwach Europy. W Niemczech trolejbusy zlikwidowano: w kwietniu 1993 w Weimarze, 30 grudnia 1994 Hoyerswerdzie, 22 stycznia 1995 w Poczdamie.

## Konstrukcja

### Schemat ogólny
Schematyczne przedstawienie części trolejbusu na przykładzie czechosłowackiej Škody 14Tr; najważniejsze elementy wyróżniono pogrubieniem:
|  | 1. sieć trakcyjna 2. ekspozytor liniowy 3. lusterko boczne 4. reflektor 5. przednie drzwi 6. tylna oś napędowa 7. środkowe i tylne drzwi 8. przednia oś skrętna 9. listwa ozdobna (bez funkcji) 10. zwijacz linek odbieraka 11. linki odbieraka 12. ślizgacz odbieraka 13. pałąkowy odbierak prądu 14. zaczepy odbieraka 15. skrzynia z wyposażeniem elektrycznym 16. numer taborowy |

Najbardziej charakterystyczną cechą trolejbusu są dwa drążki ze ślizgaczami tworzące pałąkowy odbierak prądu. W języku rumuńskim nazywa się je „coarne”, tj. rogi. Od autobusów trolejbusy odróżniają się także skrzyniami na dachu zawierającymi wyposażenie elektryczne, które nie mogło być umieszczone pod podłogą lub w przedziale pasażerskim (np. falownik).

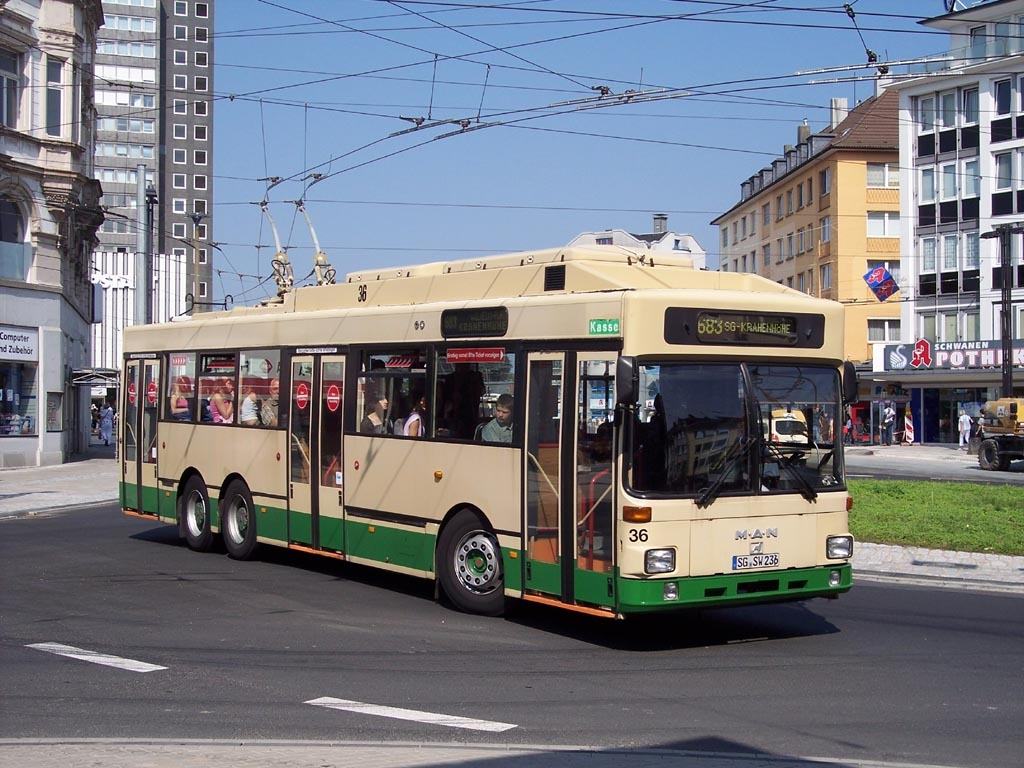
MAN SL172 HO w Solingen, na dachu widoczna skrzynka z wyposażeniem elektrycznym

Umieszczenie wyposażenia elektrycznego na dachu jest korzystniejsze niż montaż podpodłogowy z uwagi na lepszy dostęp dla personelu serwisującego pojazd i mniejsze narażenie aparatury na takie czynniki jak bryzgająca woda, roztop, czy kamienie leżące na drodze. Oprócz tego rezystory rozruchowe łatwiej wydzielają ciepło do atmosfery, gdy są zamontowane na wolnym powietrzu. Nie zachodzi wówczas konieczność ich zewnętrznego przewietrzania. We współczesnych trolejbusach zabudowa osprzętu elektrycznego na dachu jest nieunikniona z uwagi na oszczędność miejsca.
W porównaniu z autobusami spalinowymi trolejbusy posiadają wzmocnioną konstrukcję dachu, umożliwiającą montaż odbieraka prądu i osprzętu elektrycznego. Z tego powodu w niektórych trolejbusach zastosowano słupki międzyokienne o większym rozmiarze niż w autobusach. Służą one także jako trasy dla przewodów łączących wyposażenie elektryczne na dachu z tym znajdującym się pod podłogą. Na ogół przewody odznaczają się znaczną długością, np. w trolejbusie typu Swisstrolley 3 łączna długość przewodów przekracza 12 km.
Szczególną uwagę zwraca się na ochronę nadwozia przed korozją, gdyż czas eksploatacji trolejbusu jest dłuższy od czasu eksploatacji autobusu spalinowego. Z tego też powodu nadwozia niektórych trolejbusów pokrywa się poszyciem aluminiowym lub ze stali nierdzewnej. Wśród trolejbusów z aluminiowym nadwoziem można wymienić m.in. szwajcarskie trolejbusy Saurer 4TIILM czy czechosłowacko-jugosłowiańskie ŠEAL 100.

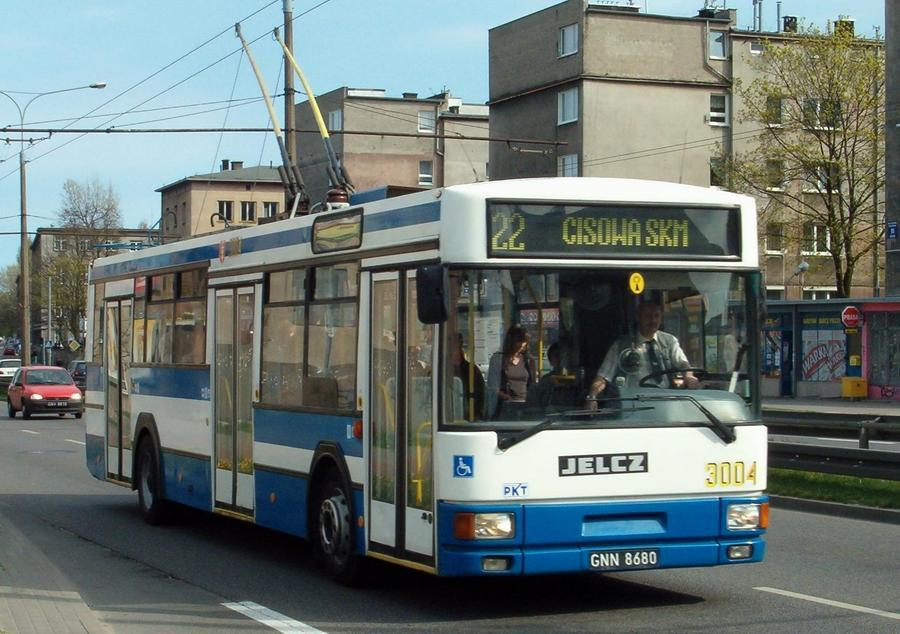
Niskowejściowy trolejbus Jelcz M121E w Gdyni

Na ogół napęd elektryczny trolejbusu zajmuje mniej miejsca niż silnik spalinowy czy silnik na gaz. Jest on także pozbawiony baku magazynującego paliwo. Dzięki temu możliwe jest obniżenie poziomu podłogi nawet w ostatnich drzwiach. Z tego samego powodu napęd na przednie koła zaczęto stosować w autobusach wcześniej niż w trolejbusach. Nadwozia niskowejściowe nie są powszechnie stosowane w trolejbusach; wyjątkami są m.in. czeski SOR TN 12, czy polski Jelcz M121E. W porównaniu z autobusem przegubowym masa trolejbusu przegubowego może być nawet o dwie tony większa. W przegubowym duobusie typu Mercedes-Benz O405GTD samo wyposażenie elektryczne waży sześć ton.

## Trolejbusy
Systemy trolejbusowe istnieją praktycznie na każdym kontynencie, wykorzystywane przede wszystkim w miastach, gdzie nie ma możliwości budowy sieci tramwajowej, a istnieje potrzeba dodatkowego transportu, poza transportem autobusowym. Ma to związek głównie z uwarunkowaniami urbanistycznymi, ale także ze względami ekonomicznymi.

### Trolejbusy w Polsce

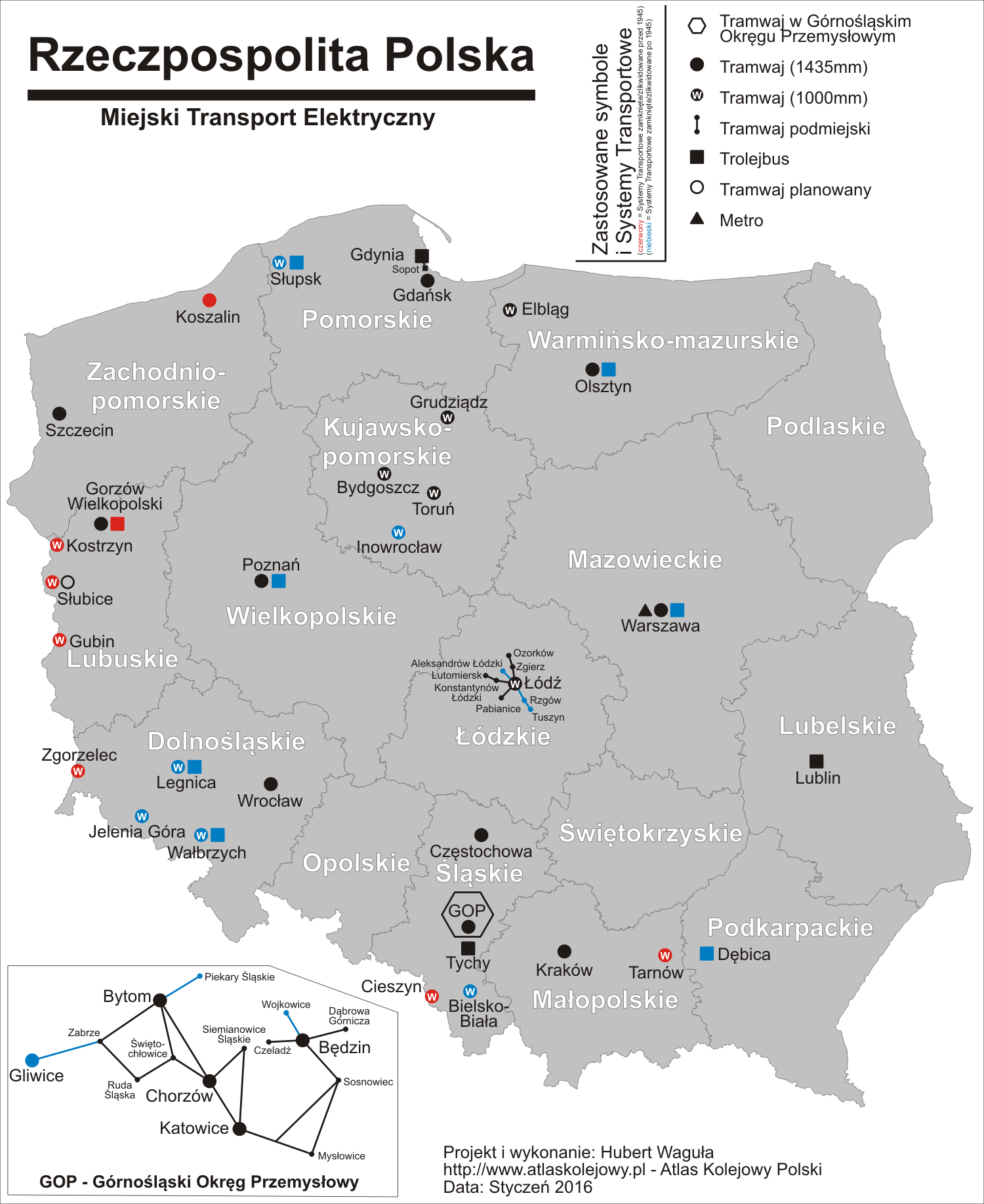
Systemy trolejbusowe

Trolejbusy jeżdżą w trzech polskich miastach: Gdyni, Lublinie oraz Tychach.

#### Gdynia i Sopot

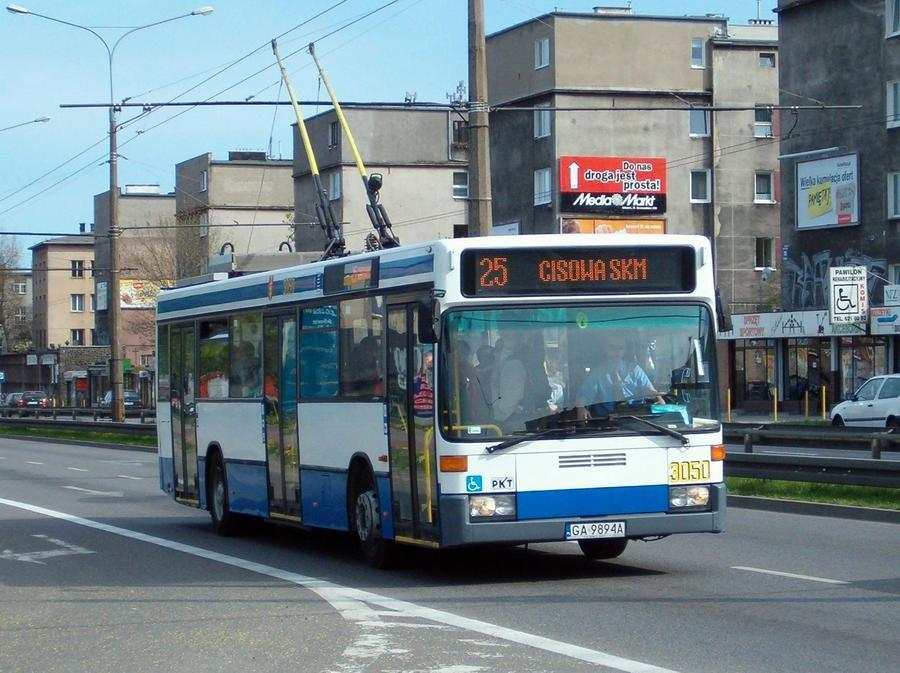
Trolejbus linii 25 w Gdyni

W 1943 roku firma Danziger Elektrische Strassenbahnen AG (Gdańskie Tramwaje Elektryczne Spółka Akcyjna), w czasie II wojny światowej odpowiedzialna za funkcjonowanie komunikacji miejskiej na terenie okupowanej Gdyni, wybudowała i uruchomiła pierwszą linię trolejbusową na trasie Chylonia – Centrum, przedłużoną wkrótce do Orłowa. Do podjęcia tej inwestycji zmusiły gdańskie tramwaje rosnące potrzeby przewozowe na terenie miasta, którym nie można było sprostać wykorzystując tabor autobusowy ze względu na wojenny kryzys paliwowy. Wiosną 1945 roku szturm Armii Czerwonej na Gdynię złamał opór wojsk hitlerowskich, przy okazji tabor i urządzenia sieci trakcyjnej uległy podczas walk poważnym zniszczeniom. Odbudowy i uruchomienia sieci podjął się nowo powstały Miejski Zakład Komunikacji. Stało się to w marcu 1946 roku. Początkowo były to dwie linie 11 i 12, które w 1948 roku przemianowano na 21 i 22. 
W początkach lat siedemdziesiątych na fali ówczesnej mody na rozwijanie transportu autobusowego nastąpił najpoważniejszy w historii gdyńskiej komunikacji regres trakcji trolejbusowej. Ograniczano liczbę wozokilometrów, zlikwidowano niektóre odcinki sieci, występowały poważne braki taborowe. M.in. w 1972 roku zlikwidowano linie 24, 27 i 28 oraz rozebrano sieć z dworca głównego PKP w kierunku Oksywia. W 1974 roku zawieszono kursowanie linii 23, w 1978 – 21. Odgórna decyzja o ostatecznej likwidacji trolejbusów w Gdyni wisiała na włosku, jednak m.in. dzięki postawie pracowników gdyńskiej komunikacji, nigdy jej nie podjęto.
Po zmianach politycznych i gospodarczych 1989 roku samorząd miasta zdecydował się na utrzymanie trakcji trolejbusowej. Kolejne kadencje gdyńskich samorządowców sprzyjają rozwojowi tego środka transportu jako nowoczesnego i nieuciążliwego dla środowiska wewnątrzmiejskiego. W ostatnich latach wybudowano nowe odcinki sieci trakcyjnej oraz dwie pętle: Kacze Buki i Dąbrowa Miętowa.
Obecnie w Gdyni eksploatuje się 111 pojazdów. Trwa stopniowa wymiana taboru średniopodłogowego Jelcz: PR110E, 120MT, 120ME, 120MTE na nowoczesny niskopodłogowy. Są to przede wszystkim pojazdy Solaris Trollino 12T/12AC/12M oraz Mercedes MB O405NE/N2E/N2AC – trolejbusy budowane w Gdyni z wykorzystaniem aparatury elektrycznej z kasowanych pojazdów średniopodłogowych i zakupionych w drodze przetargu używanych karoserii autobusów MB O405N2. Jest także jeden pojazd zabytkowy Saurer 4T IILM z 1957 r.
Trolejbusy obsługują 14 linii: 22, 23, 24, 25, 26, 27, 28, 29, 31, 32, 181, 326 oraz dwie linie zjazdowe: 710, 723. Dwie linie (31 i 181) kursują również na terenie miasta Sopot.

#### Lublin

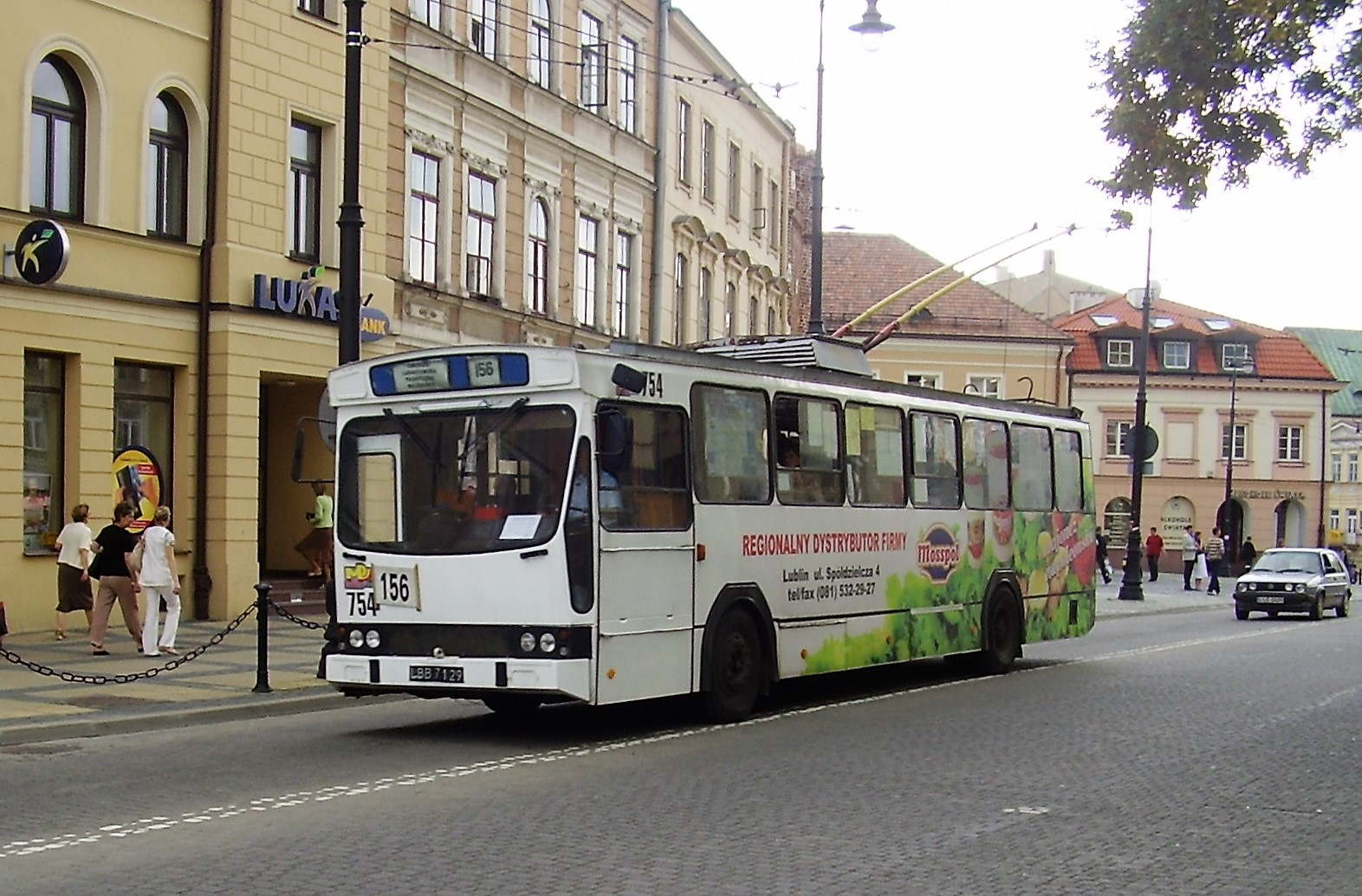
Trolejbus Jelcz PR110E z 1988 roku w Lublinie

Pierwszy trolejbus wyjechał na ulice 21 lipca 1953 roku. Pomysłodawcy projektu zdecydowali się na uruchomienie dodatkowej sieci transportowej w Lublinie przede wszystkim ze względu na niską jakość obsługi ruchu pasażerskiego w obrębie miasta przez autobusy (m.in. ze względu na zły stan taboru samochodowego). Z uwagi na specyficzne cechy topografii miasta (liczne wąwozy i wzniesienia) nie można było zbudować w Lublinie sieci tramwajowej (choć plan stworzenia linii tramwajowej łączącej Świdnik ze wschodnimi granicami miasta był poważnie brany pod uwagę do końca lat 80. XX wieku). Początkowo trasy obsługiwały średnio 3 trolejbusy marki ITB, później dołączyło do nich 6 pojazdów marki Škoda. W latach 60. XX w. na lubelskim Helenowie zakończono budowę nowoczesnej, jak na ówczesne czasy, zajezdni trolejbusowej, która działała do 2015 roku. W PRL w Lublinie działało nawet 15 linii trolejbusowych, łączących największe osiedla mieszkaniowe z centrum miasta. W tym czasie tabor lokalnego przewoźnika został wzbogacony o pojazdy marki ZIU. W latach dziewięćdziesiątych liczba linii trolejbusowych w Lublinie spadła. Po remoncie głównej ulicy Śródmieścia – Krakowskiego Przedmieście i wycofaniu stamtąd trolejbusów pojazdy te kursują w ścisłym centrum Lublina tylko ciągiem komunikacyjnym Zamojska – Wyszyńskiego – Królewska – plac Władysława Łokietka – Lubartowska. Udało się natomiast wybudować trasę przez al. Kraśnicką do pętli na Węglinie, przedłużenie od pętli Unicka przez ulice Obywatelską i Chodźki oraz, w ostatnich latach, dłuższy odcinek trasy ciągiem ulic: Roztocze, Orkana, Armii Krajowej, Bohaterów Monte Cassino, Wileńska, Głęboka (do skrzyżowania Głęboka/Filaretów). Obecnie 12 linii (numery: 151, 153, 154, 155, 156, 157, 158, 159, 160, 161, 162, 950 i od 2019 roku numer 150 na trasie dawnej linii  autobusowej numer 10) obsługują pojazdy marki Solaris, Ursus. Władze Lublina inwestują w dalszy rozwój sieci trolejbusowej w mieście. Z pomocą środków z Unii Europejskiej sieć trolejbusowa została znacznie rozbudowana w latach 2014–2015. W maju 2015 roku zakończono przeprowadzkę zajezdni na Helenowie, do nowoczesnej zajezdni przy ul. Grygowej.

#### Tychy

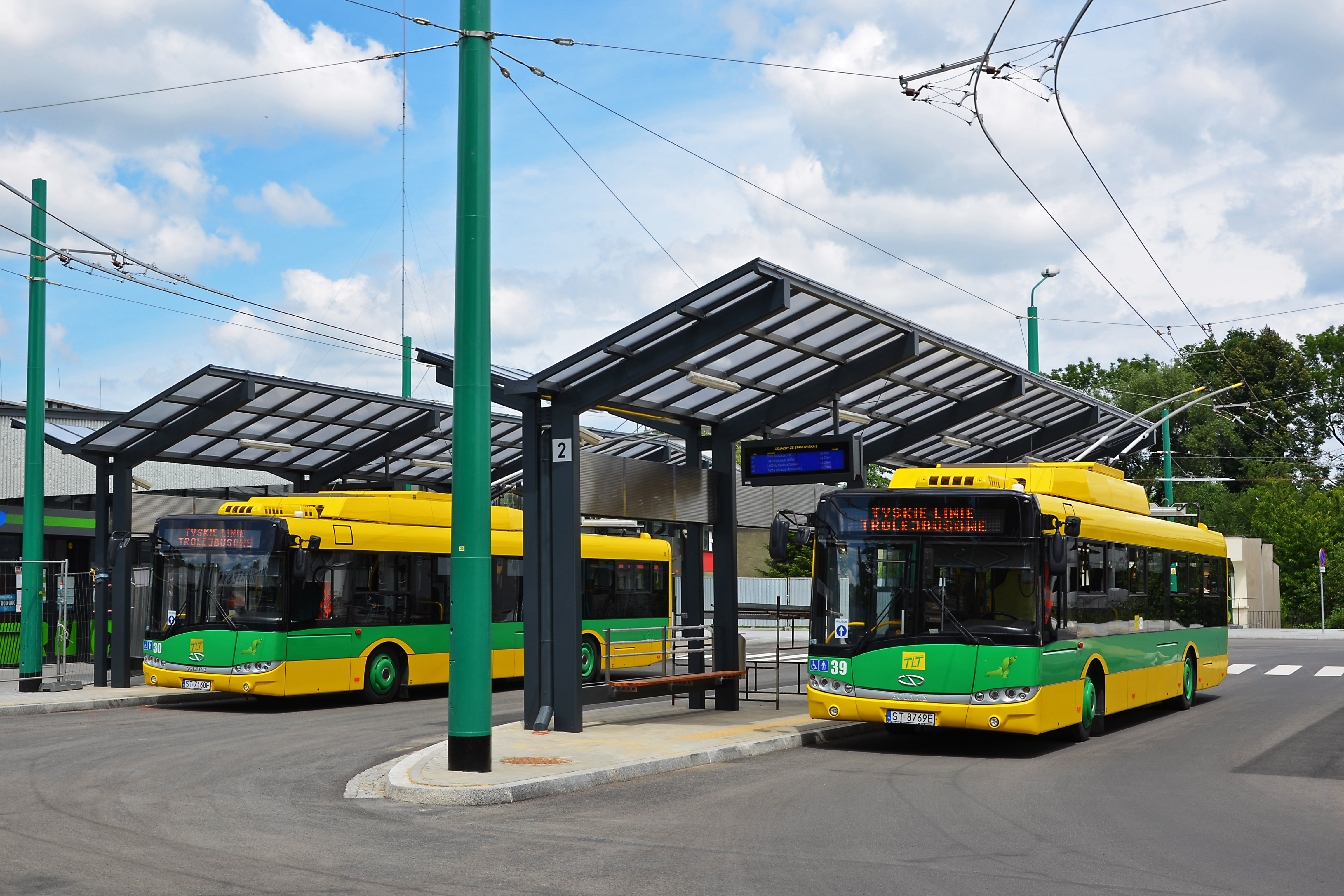
Dwa Solarisy Trollino 12MB w Tychach

Tychy, jako jedno z trzech miast w Polsce, posiada linie obsługiwane przez trolejbusy. Pierwszą eksperymentalną linię trolejbusową uruchomiono 1 października 1982 r. Tychy wybrano na miejsce eksperymentu ze względu na szerokie ulice które nadawały się do wprowadzenia komunikacji trolejbusowej. Pierwsze linie miały oznaczenia cyfrowe 1, 2, 3. Później wprowadzono oznaczenia literowe A, B, C, D, E, F. Tychy eksploatowały w przeszłości trolejbusy: ZIU, Škoda 14TrM (wóz z powodu kłopotów z homologacją nigdy nie wyjechał na miasto liniowo), Jelcz PR110T, Jelcz PR110UE, Jelcz 120MT, Jelcz PR110E, Jelcz PR120E.
Od 2015 r. w Tychach jeździ 21 trolejbusów niskopodłogowych Solaris Trollino 12 i tabor jest w 100% niskopodłogowy. 15 Trollino jest wyposażone w awaryjne zasilanie akumulatorowe i może przejechać bez sieci do 5 km.

#### Zlikwidowane
- Dębica (1988–1990) więcej informacji: Trolejbusy w Dębicy
- Gorzów Wielkopolski (1943–1945) więcej informacji: Trolejbusy w Gorzowie Wielkopolskim
- Legnica (1943–1945; 1949–1956) więcej informacji: Trolejbusy w Legnicy
- Olsztyn (1939–1945; 1946–1971)  więcej informacji: Trolejbusy w Olsztynie
- Poznań (1930–1945; 1946–1970) więcej informacji: Trolejbusy w Poznaniu
- Słupsk (1985–1999) więcej informacji: Trolejbusy w Słupsku
- Wałbrzych (1943–1973) więcej informacji: Trolejbusy w Wałbrzychu
- Warszawa (1946–1973; 1983–1995) więcej informacji: Trolejbusy w Warszawie
- Wrocław (1912–1913) więcej informacji: Trolejbusy we Wrocławiu

#### Niezrealizowane
- Bydgoszcz (1943–1945) więcej informacji: Trolejbusy w Bydgoszczy
- Gdańsk (1942–1943) więcej informacji: Trolejbusy w Gdańsku
- Jelenia Góra (1944–1945) więcej informacji: Trolejbusy w Jeleniej Górze
- Wrocław (1947–1949) – linia łącząca miasto z dzielnicą Psie Pole; do jej obsługi zgromadzono nawet przedwojenne trolejbusy Fiata w liczbie 7 sztuk, jednak w 1949 roku wysłano je do Gdyni.

- Katowice: W 1949 r. w ramach planu 6-letniego, na naradzie komunikacyjnej w Zarządzie Miejskim w Katowicach omawiano projekty usprawnienia komunikacji miejskiej. Największą innowacją miało być uruchomienie pierwszej linii trolejbusowej łączącej Katowice z gminą Panewniki. Planowana trasa miała przebiegać z placu postojowego dla autobusów poprzez ulice z głównymi urzędami państwowymi i zakładami pracy w mieście, następnie ul. Mikołowską przez Brynów i Ligotę do Panewnik[69].

- Łódź: W 2013 r. dyrektor Zarządu Dróg i Transportu w Łodzi ogłosił plan budowy linii trolejbusowej kursującej z ulicy Wydawniczej przez centrum do parku na Zdrowiu i terenów rekreacyjnych na Brusie. Realizacja tego projektu przewidziana była na rok 2015[70]. W 2016 r., po konsultacjach Modelu zrównoważonego transportu 2020+, zrezygnowano z tego pomysłu[71], motywując to dobrze rozwiniętymi sieciami połączeń tramwajowych i autobusowych, dużymi kosztami inwestycji oraz niewielką szansą uzyskania dofinansowania UE[72]. Wcześniej, w l. 40 XX w. rozważano linię obsługującą kwartał Piotrkowska-Wigury-Sienkiewicza-Pomorska, w latach 60. XX w. myślano o połączeniu Pl. Niepodległości z Józefowem (okolice obecnego szpitala CZMP), a w l. 70 XX w. i 80 XX w. rozważano wprowadzenie trolejbusów we wschodniej części miasta, m.in. w ulicy Brzezińskiej w kierunku Nowosolnej.

- Zielona Góra: W 2017 roku podczas przetargu na nowe autobusy, prezydent miasta zapowiedział nadejście nowego środka transportu[73][74]. W 2019 roku szef MZK podjął decyzję o uruchomieniu alternatywnego środka komunikacji dla elektrobusów, które od jakiegoś czasu zaczęły się psuć.[75] Rok później miasto zapowiedziało dostawę trolejbusów do 2021 r.[73], jednak przez pandemię dostawy są opóźnione. Pomysł przyjął się bardzo ciepło i wywołał entuzjastyczną reakcję mieszkańców.

## Zastosowanie w transporcie towarowym
Firma Siemens rozwija koncepcję budowy elektrycznej autostrady przyszłości „eHighway of the Future”, polegającą na zainstalowaniu nad jednym z pasów autostrady sieci trakcyjnej, na wzór sieci trolejbusowych, z której mogłyby korzystać ciężarówki z napędem hybrydowym. W tym rozwiązaniu sieć byłaby bardzo uproszczona (bez zwrotnic i zjazdówek) i zastosowano by zupełnie inne odbieraki z pojazdach – z płaskimi ślizgaczami, dynamicznie prowadzonymi po przewodach jezdnych. Prototypowa sieć powstała w Szwecji.

## Marki trolejbusowe
- Alfa Romeo
- Biełkommunmasz
- Berkhof
- Fiat
- Hess
- Ikarus
- Irisbus
- Jelcz
- LAZ
- MAZ
- Mercedes-Benz
- Neoplan
- Saurer
- Škoda
- Solaris
- Trolza
- Ursus S.A.
- Van Hool
- Vetra
- Volvo